# 고쿠조촌
고쿠조촌(国造村)은 이시카와현 노미군에 있던 촌이다. 현재의 노미시의 남동단에 해당한다.

## 역사
- 1889년 4월 1일 - 정촌제 시행에 의해 6촌의 구역을 가지고 고쿠조촌이 성립하였다.
- 1907년 8월 5일 - 사토카와촌, 후루카와촌, 고쿠조촌이 합병해, 고쿠후촌이 성립하였다.

## 참고문헌
- 角川日本地名大辞典 17 石川県